# Sa Domu ’e s’Orcu (Siddi)

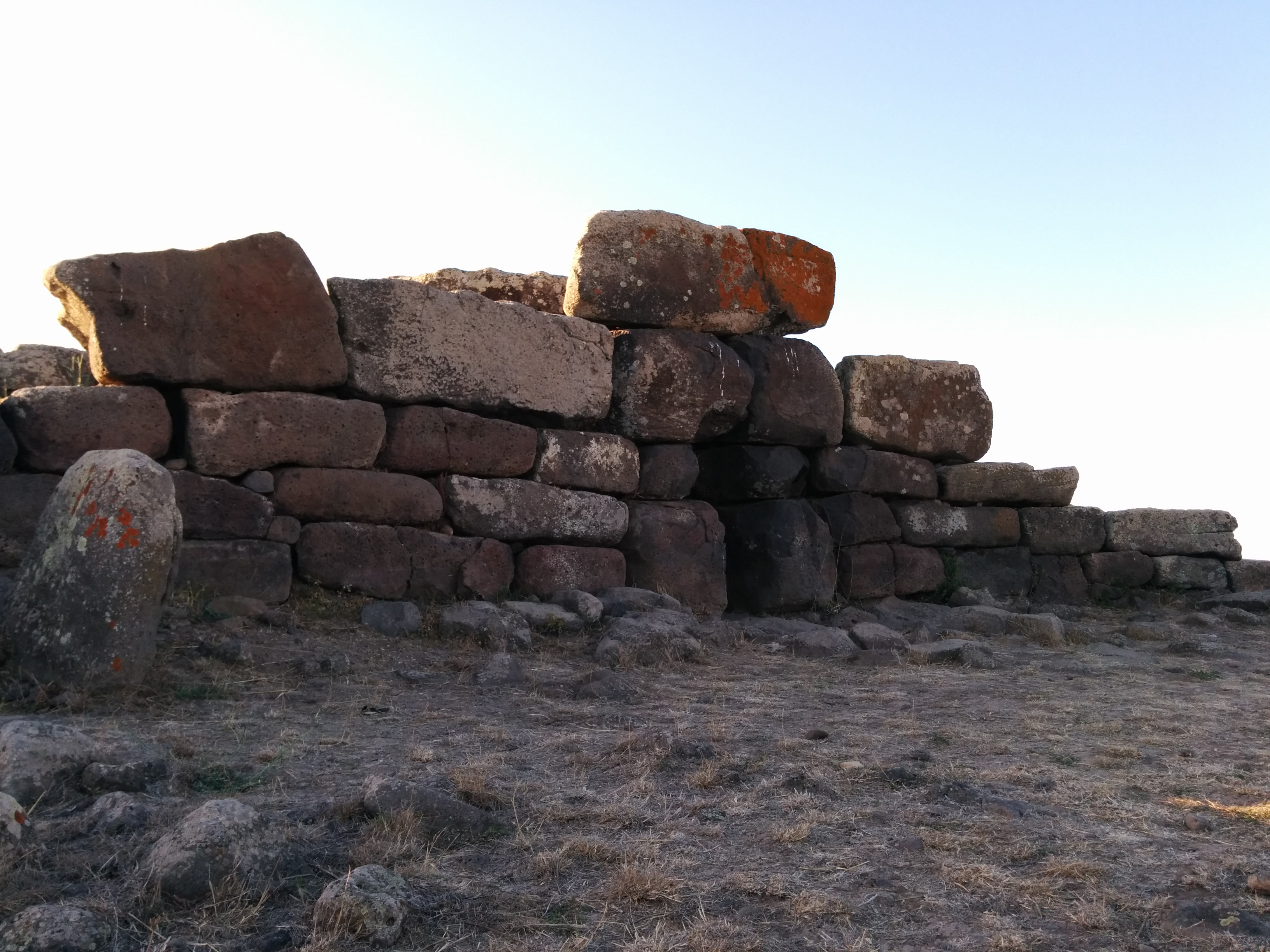
Fassade

Das teilweise restaurierte Gigantengrab Sa Domu ’e s’Orcu liegt auf Su Pranu (sardisch: „die Hochfläche“, italienisch: Giara di Siddi) beim Ort Siddi in der Provinz Medio Campidano auf Sardinien. Die in Sardu „Tumbas de los zigantes“ und (italienisch Tombe dei Giganti –  plural) genannten Bauten sind die größten pränuraghischen Kultanlagen Sardiniens und zählen europaweit zu den spätesten Megalithanlagen. Die 321 bekannten Gigantengräber sind Monumente der bronzezeitlichen Bonnanaro-Kultur (2.200–1.600 v. Chr.), die Vorläuferkultur der Nuraghenkultur ist. 

## Typenfolge
Baulich treten Gigantengräber in zwei Varianten auf. Die Anlagen mit Portalstelen und Exedra gehören zum älteren Typ. Bei späteren Anlagen besteht die Exedra aus einer in der Mitte deutlich erhöhten Quaderfassade aus bearbeiteten und geschichteten Steinblöcken. Das Gigantengrab Sa Domu ’e s’Orcu ist eine Anlage des jüngeren Typs (mit Quaderfassade).

## Beschreibung
Der auf der Insel häufiger anzutreffende Name bezeichnet unterschiedliche Monumentarten. Er existiert in verschiedenen Schreibweisen und bedeutet „Haus des Orku“, eines mythischen Menschenfressers. Es liegt in der Marmilla, auf einem Plateau auf dem sich auch die Überreste von 16 teilweise sehr eng benachbarten Nuraghen befinden. 

Sa Domu ’e s’Orcu
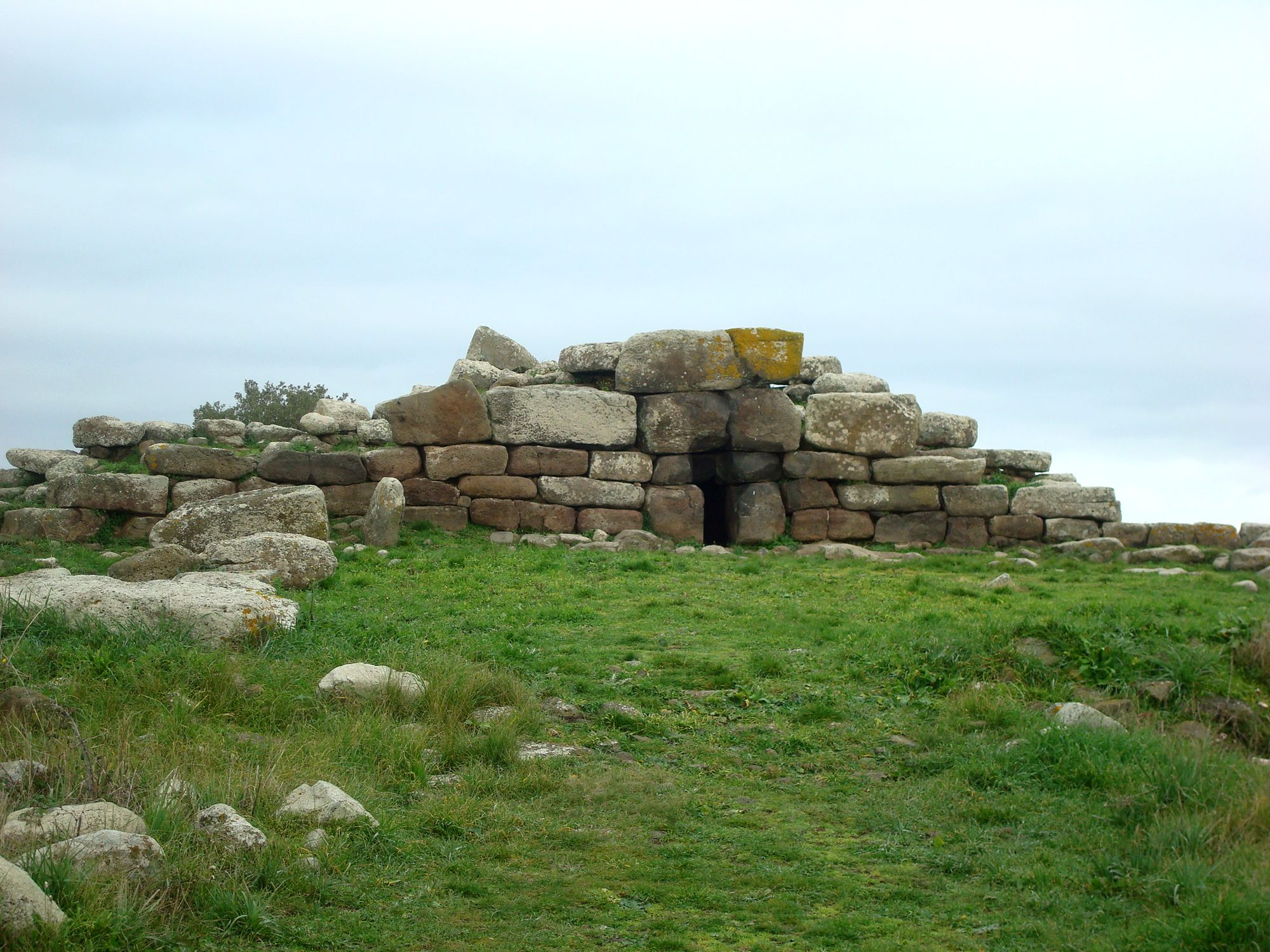
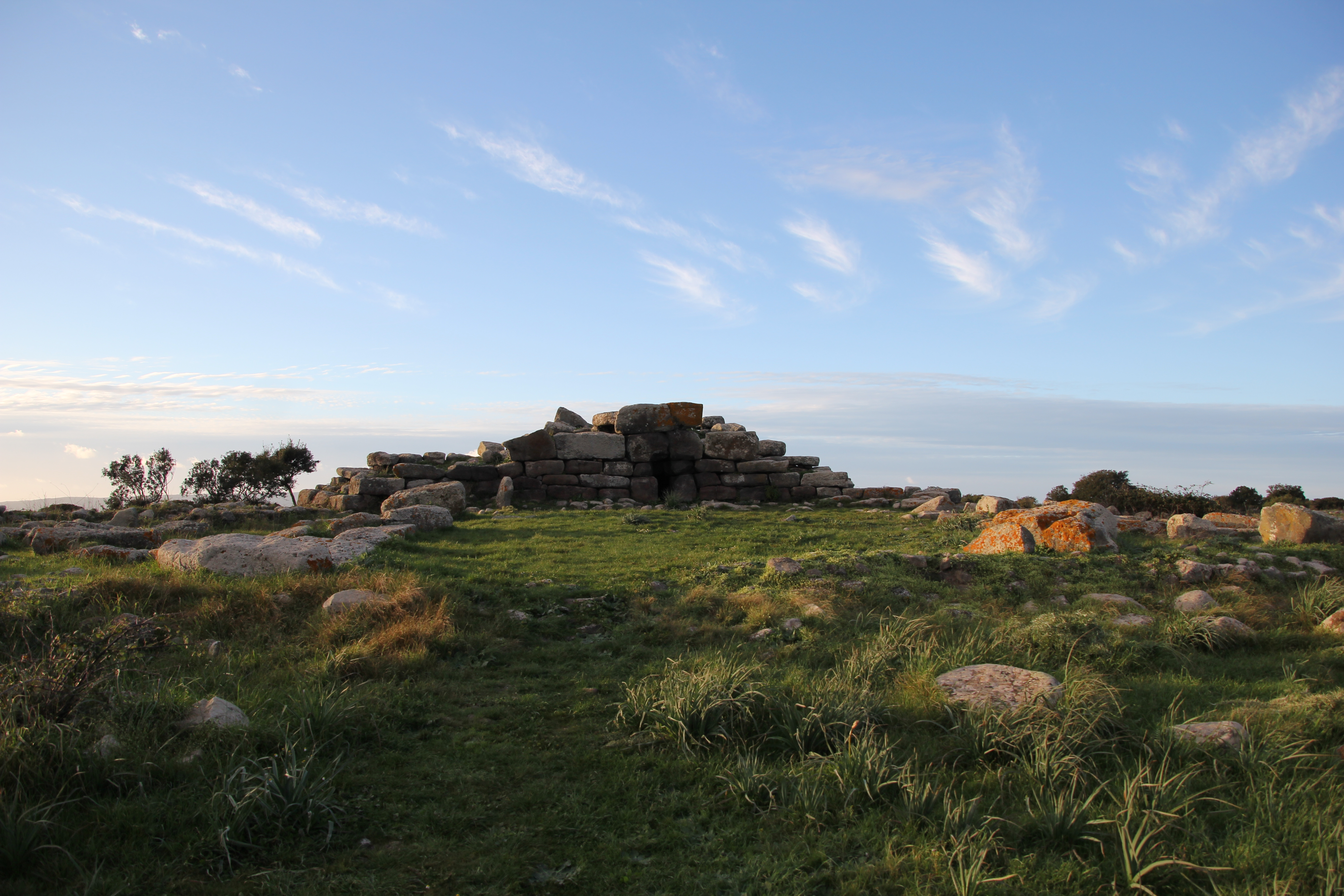
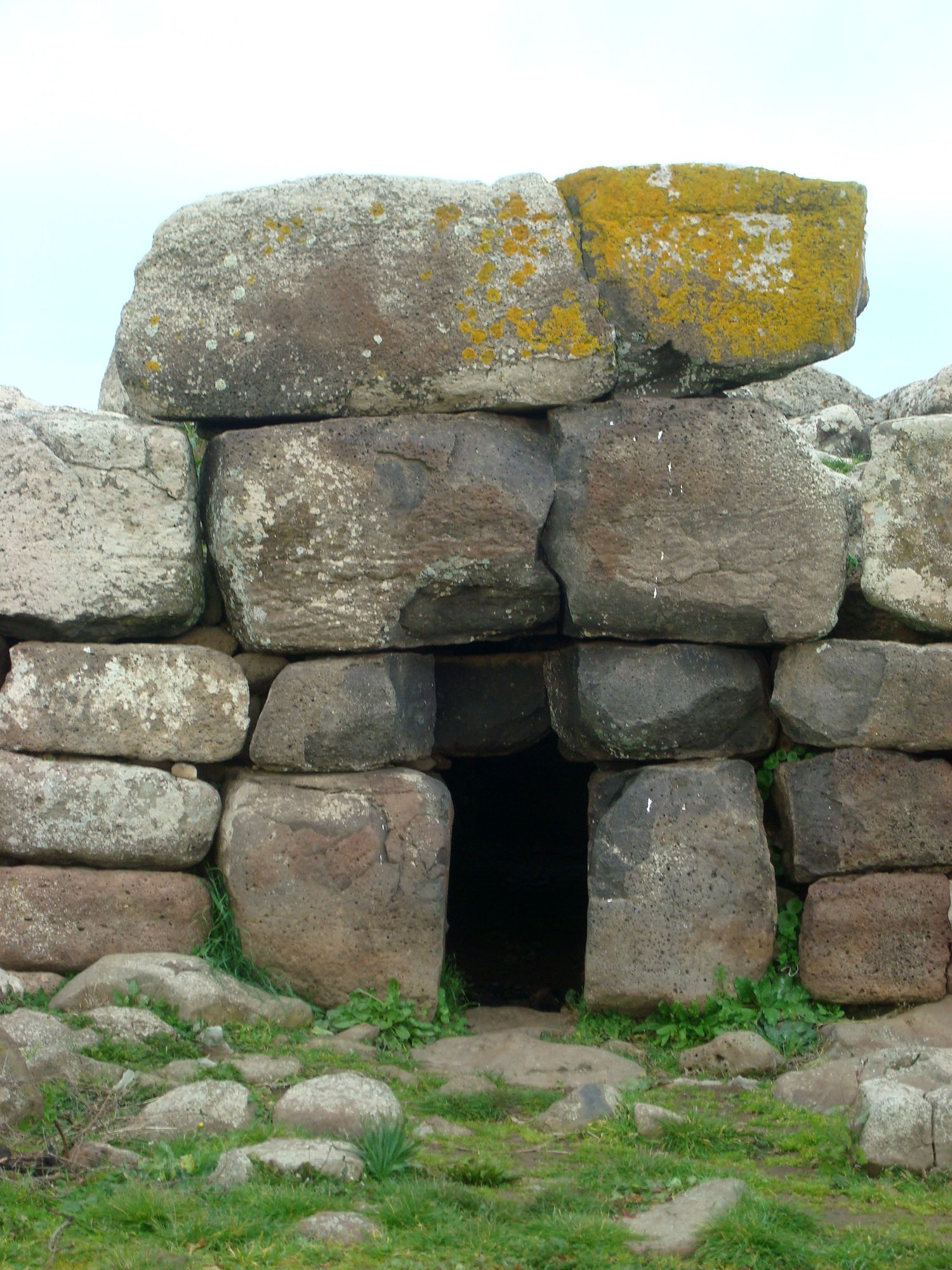
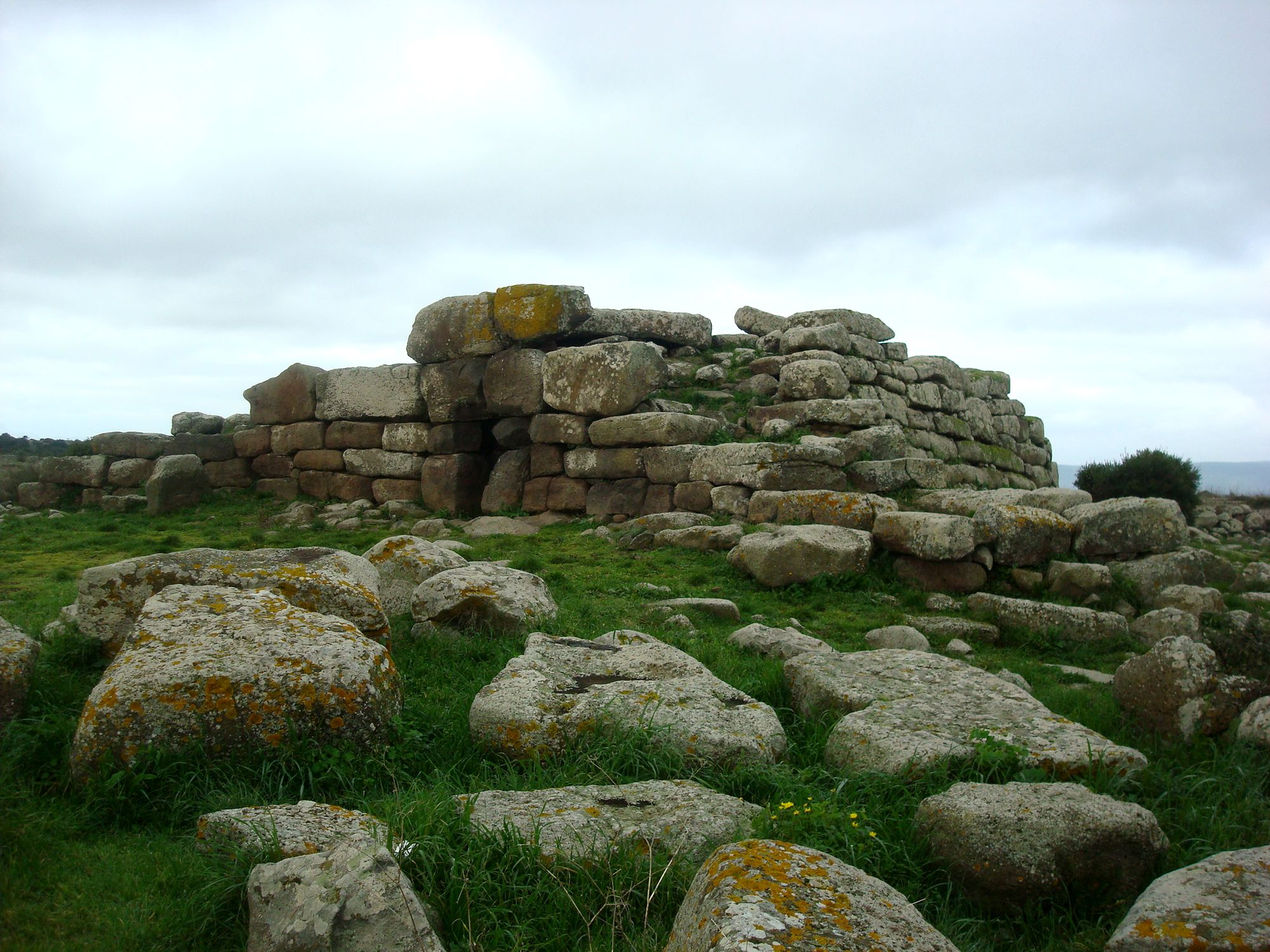
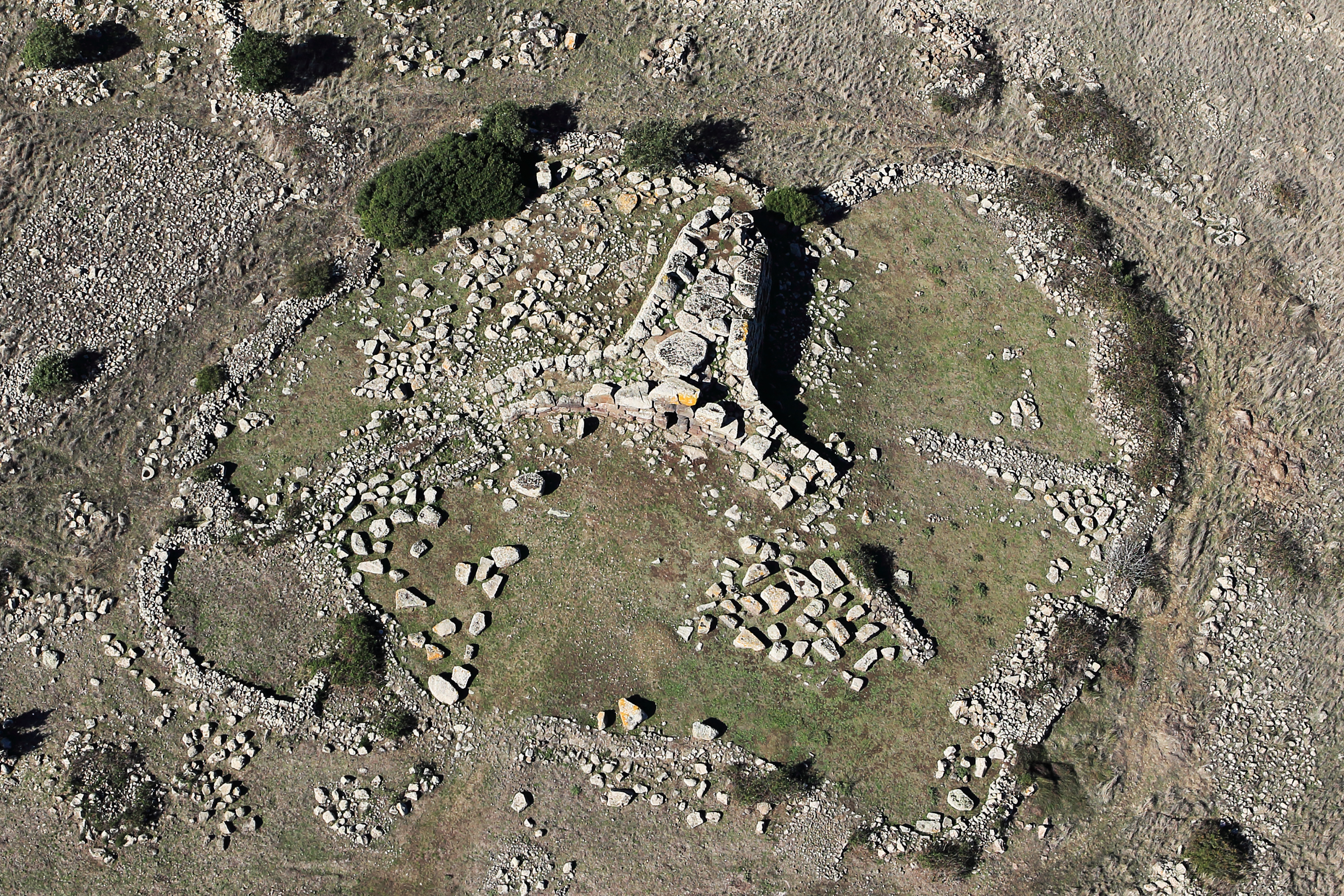
Luftbild
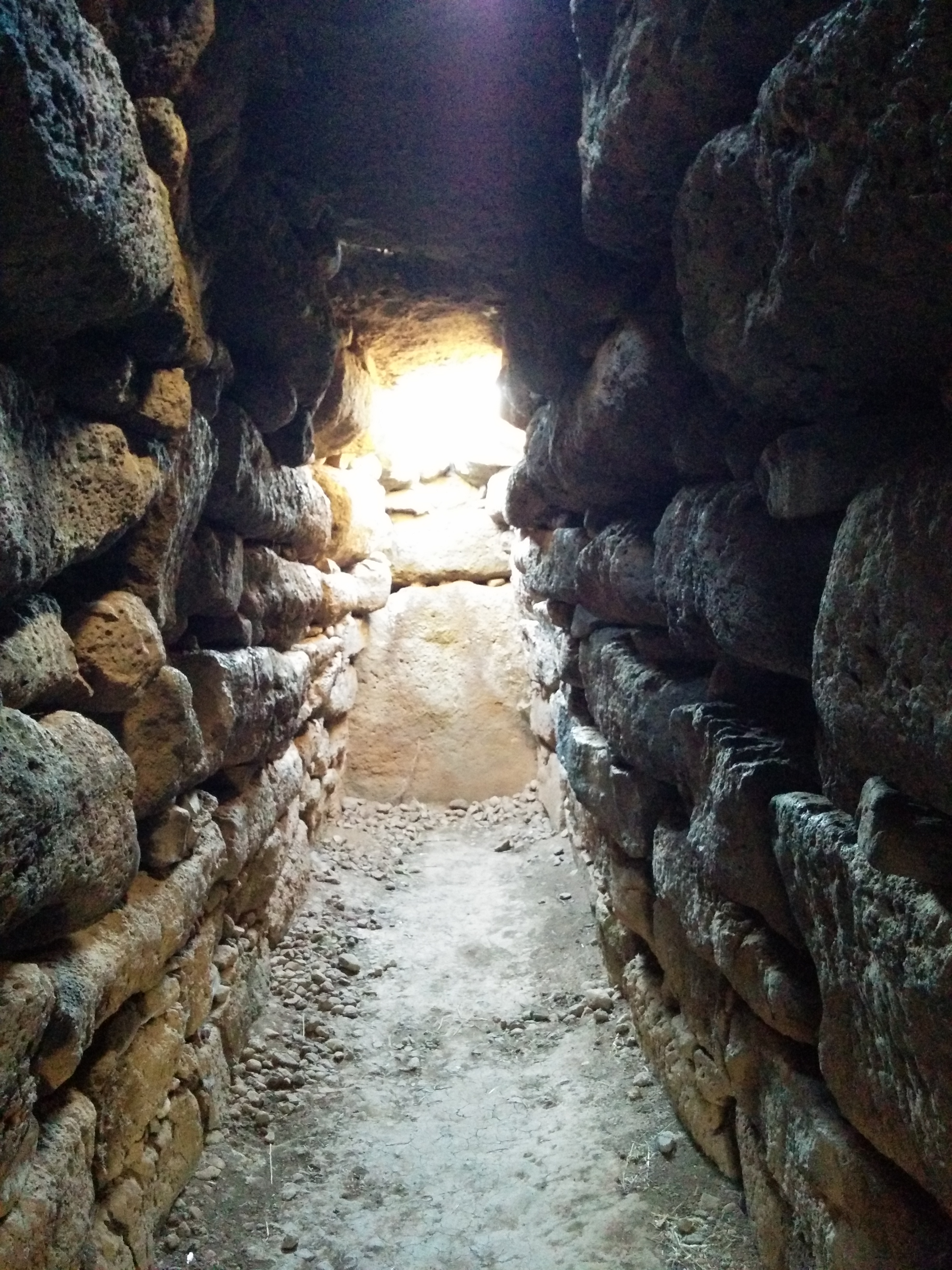
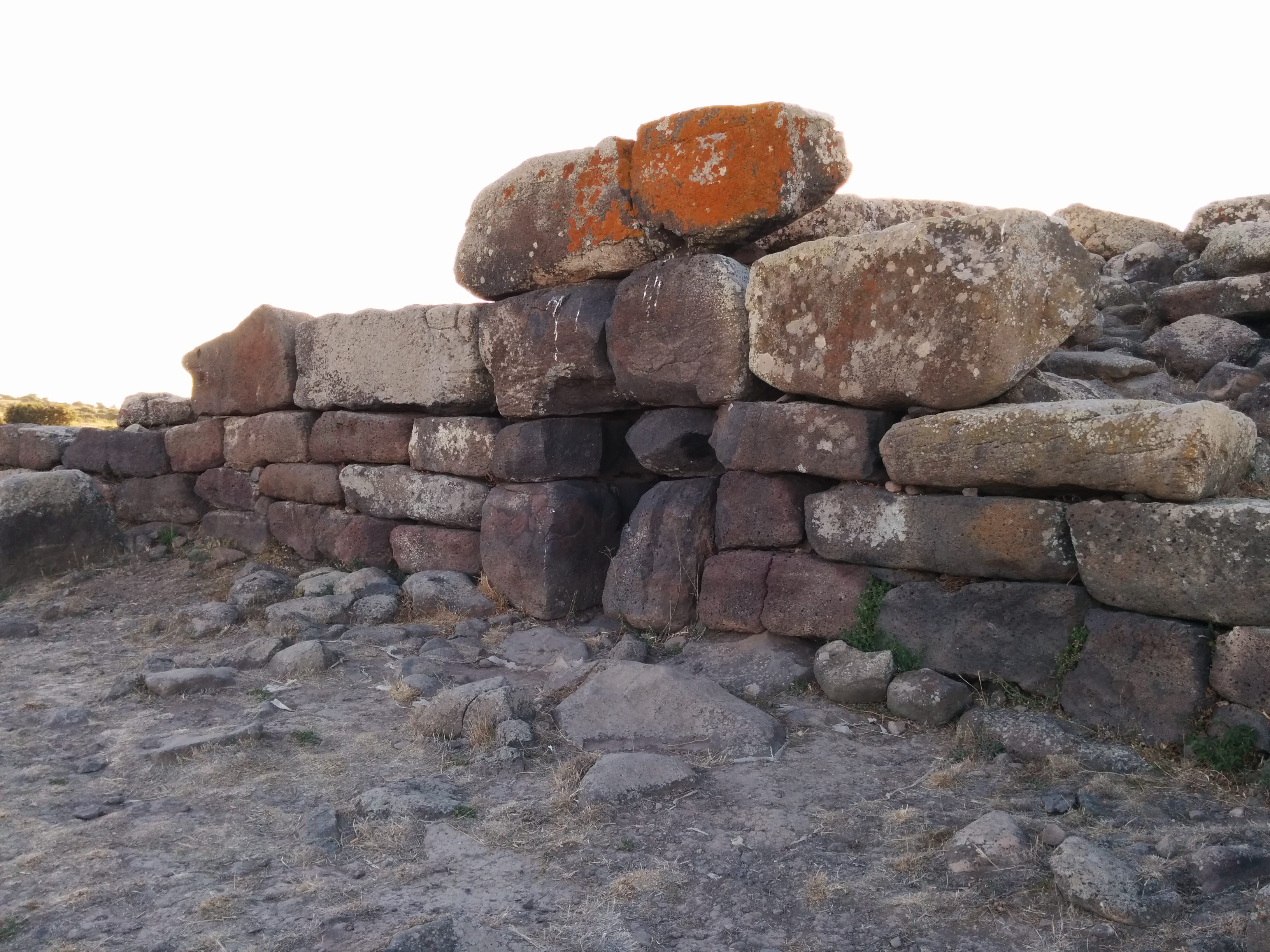
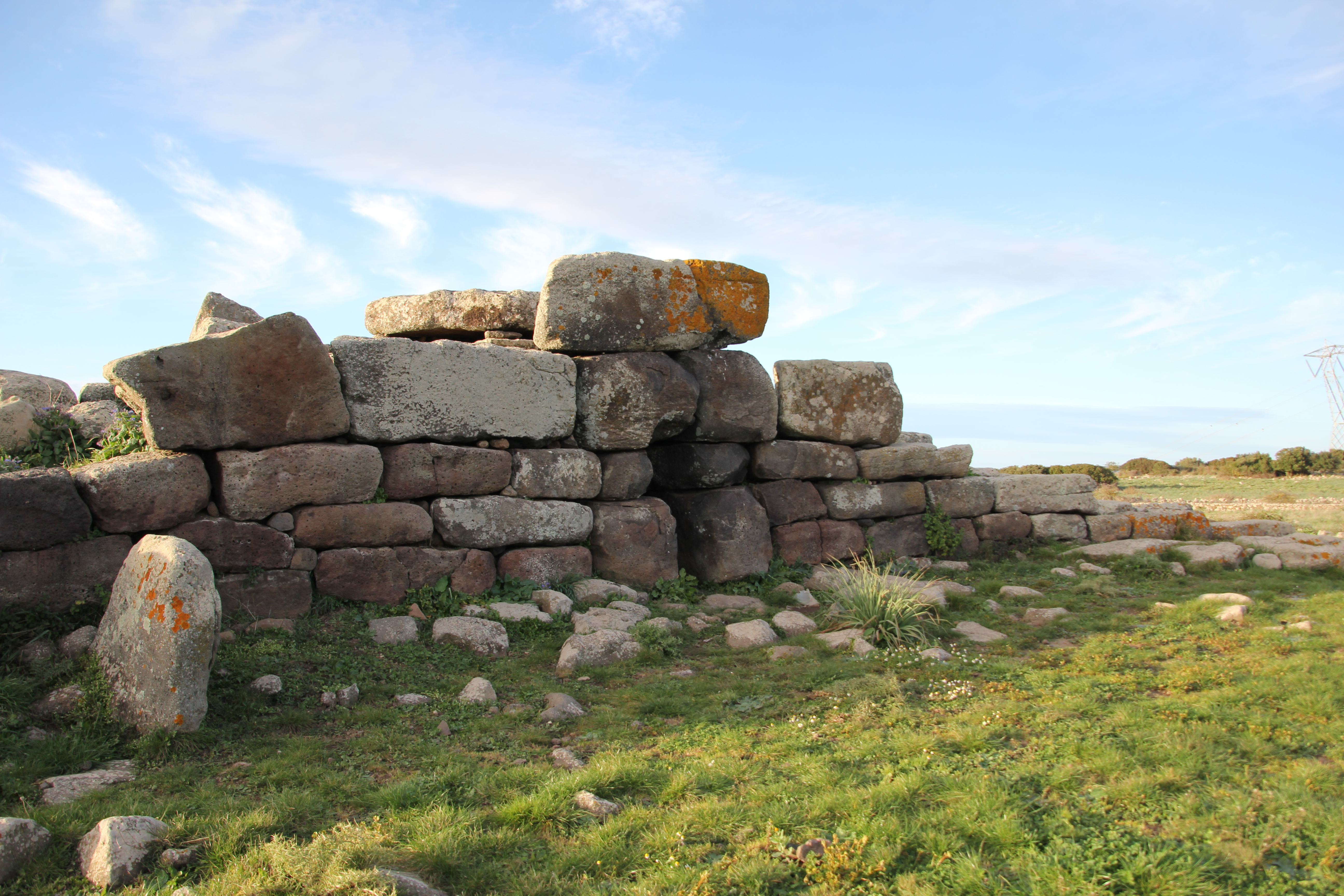

Sein Merkmal ist die Verwendung von großen Basaltblöcken an der Exedra und als Kammerabdeckung. Diese Monumentalität hat seine Zerstörung verhindert. Die widerfuhr den meisten der benachbarten Nuraghen, deren Steine für eine Neuverwendung abgetragen wurden. Die Kammer in dem etwa 16 Meter langen Tumulus ist 9,5 Meter lang und 1,1 Meter breit. Die Höhe der von fünf bis zwölf Tonnen schweren Blöcken bedeckten Galerie beträgt etwa 2,1 Meter. Links des Eingangs liegt eine bei Gigantengräbern recht seltene Seitennische, die beim Gigantengrab von Fileferru in Crabu beidseitig und beim Gigantengrab von Lassia sogar vierfach vorhanden ist.